# 아이치현 도서관

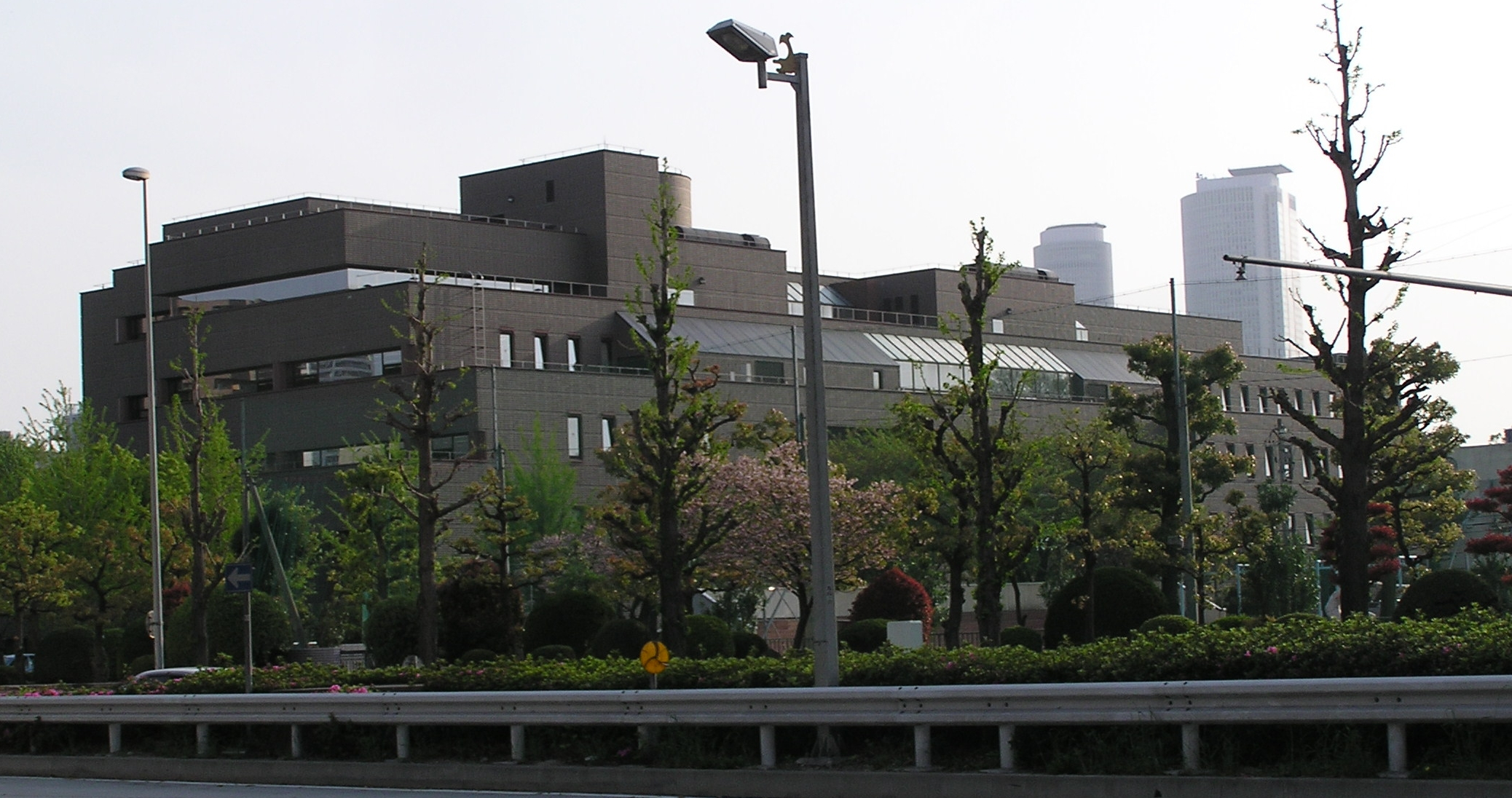
아이치현 도서관

아이치현 도서관(일본어: 愛知県図書館 아이치켄토쇼칸[*], Aichi Prefectural Library)는 일본 아이치현 나고야시 히가시구의 아이치 예술 문화 센터에 있는 도서관이다.